# Noureini Tidjani-Serpos
Nacido el 15 de enero de 1946 en Porto-Novo (Benín), Nouréini Tidjani-Serpos realizó estudios de literatura en Francia que lo condujeron a la obtención de un doctorado de estado de la Université de Lille III (1987).
Habla varios idiomas africanos (yoruba, fon, ewé e goun), el controla perfectamente el francés, el inglés y lee con fluidez el español.
N. Tidjani-Serpos está casado y es padre de dos niñas y dos niños.

## Una fuerte experiencia al servicio delUNESCO
- Ministro-Consejero, Delegado Permanente adjunto (1991-1995), luego Embajador, Delegado Permanente de Benín (1995 -1998), contribuyó activamente en la vida de la Organización en calidad de miembro del Consejo Ejecutivo. Por lo tanto, fue miembro del Comité del Sede (1991-1995 y desde 1997-1999), ponente general de la Conferencia Internacional sobre las políticas culturales (1998), presidente de la XIe Asamblea general de los Estados que hacen Parte del convenio del Patrimonio mundial, miembro del Comité del Patrimonio Mundial.

- Presidente del Consejo Ejecutivo desde 1995 hasta 1997, completo su mandato con una dedicación muy grande y un sentido de la medida en el que privilegia sistemáticamente el diálogo. Su acción en la presidencia del Consejo Ejecutivo le hizo ganar la estima de todos sus colegas miembros del Consejo y el reconocimiento de la Conferencia General.

- Desde diciembre de 1998, pone su experiencia, su competencia y sus calidades al servicio esta vez del Secretaría de la Organización, ocupando hasta el día de hoy el puesto de subdirector general cargado del Departamento África, una de las dos grandes prioridades del UNESCO.

- Basándose en su experiencia, Nouréini Tidjani-Serpos se presenta a la sucesión del Japonés Koïchiro Matsuura, director general del UNESCO, que dejara la organización en el mes de octubre de 2009

## Humanista, Intelectual y Creador
Por sus calidades de intelectual humanista y de hombre de letras, Nouréini Tidjani-Serpos se inscribe resueltamente en un proceso universal. El desea promover un enfoque intersectorial guiado por la cultura y sensible a las culturas del mundo, a las diferencias y también a la solidaridad. Ensayista, crítico literario, romancero y poeta, Nouréini Tidjani-Serpos ha publicado varios libros y más de cien artículos en revistas de fama mundial. 
Fue también codirector de la revista "Nigerian journal of Humanities", director de publicación del "journal of the Literary Society of Nigeria" y miembro del comité de redacción de la revista « Présence Africaine ».
Como todos los poetas, Nouréini Tidjani-Serpos es un hombre de verdades, de libertad y de justicia.
Falta nada más, para convencerse, de leer sus obras poéticas.
Con su primera profesión de docente, se comprometió en ésta misión de transmisión de los conocimientos, esa función de transmitir que ésta en el centro de las actividades del UNESCO. Enseñó desde 1972 hasta 1991 la literatura africana comparada a la Universidad de París VIII, a la Universidad nacional de Benín y a la Universidad federal de ciudad de Benín en Nigeria. También ocupó varias funciones de dirección y de gestión en la universidad : Cabeza del departamento de letras modernas, miembro del consejo de administración del centro universitario para las investigaciones sociales, culturales y del medio ambiente, Presidente del consejo de administración de la escuela secundaria piloto de solicitud pedagógico de la Universidad de ciudad de Benín (1982-85) y presidente nacional de la asociación de literatura moderna de Nigeria (1980-1982).

## Un hombre de compromiso
Nouréini Tidjani-Serpos ha participado siempre al servicio de la verdad, de la libertad y de la dignidad humana, lo que le costó varios años de exilio durante las horas oscuras del régimen militar « revolucionario » en su país el Benín. Sin espíritu partidista, pero siempre a la búsqueda de una implicación ciudadana de los pueblos, se comprometió en la renovación Democrática del Benín por una contribución activa a la Conferencia Nacional de las Fuerzas Vivas de la Nación y su participación al régimen de transición democrática convirtiéndose en consejero para la cultura y la búsqueda científica del primer ministro de transición, y luego del Presidente de la República democráticamente elegido.
Es en esas funciones que ha asumido la coordinación general de un evento mayor : el primer festival mundial de artes y culturas endógenos, « OUIDAH 92 », reencuentro América-África.

## Honores
- 1992: Chevalier des Arts et des Lettres  (Francia)
- 1992: Comandante de las Palmes Académiques (Francia)
- 1996: Oficial de la Orden Nacional del Mérito (Benín)
- 2000: Oficial de la Orden Nacional de Mono (Togo)
- 2004: Oficial de la Orden Nacional de la Costa de Marfil
- 2005: Comandante de la Orden Nacional del Benín
- 2008: Oficial de la Orden Nacional del Níger

## El sitio Internet de Nouréini Tidjani-Serpos
- Sitio oficial de Nouréini Tidjani-Serpos